# مدوجا
مدوجا (به صربی: Medveđa) یک شهرستان در صربستان است که در ناحیه یوبلانیکا واقع شده‌است. مدوجا ۴۴۰ متر بالاتر از سطح دریا واقع شده‌است.